# Ava (Missouri)
Pour les articles homonymes, voir Ava.
La ville d'Ava est le siège du comté de Douglas, situé dans l'État du Missouri, aux États-Unis.